# Man of Steel XXX: An Axel Braun Parody
Man of Steel XXX: An Axel Braun Parody ist eine US-amerikanische Porno-Parodie des Regisseurs Axel Braun auf den Film Man of Steel aus dem Jahr 2013. Der Film wurde bei den AVN Awards 2014 als „Best Parody: Drama“ ausgezeichnet.

## Handlung
Superman (Clark) verlässt Lois und lässt sein altes Leben hinter sich. Er trifft sich wieder mit Lana Lang. Präsident Luthor verfolgt den Plan, Superman wieder aufleben zu lassen und zwar als Supermann aus Stahl.

## Auszeichnungen
- 2014: AVN Award - Best Parody: Drama
- 2013: XCritic Editor’s Choice Awards - Best Actor - Parody Release, Ryan Driller
- 2014: XRCO Awards - Best Comic Parody